# Иланит
Иланит (ивр. אילנית‎, настоящее имя Хана Дрезнер ивр. חנה דרזנר‎, род. 17 сентября 1947, Тель-Авив, Подмандатная Палестина) — израильская певица, активно работавшая в середине 1960-х и особенно популярная в 1970—80-х годах.
Иланит является одной из самых популярных певиц в Израиле с конца 1960-х годов. Она записала более 600 песен и более 30 самых продаваемых альбомов. Она также известна как часть дуэта «Илан и Иланит», созданный продюсером Шломо Цах, который был её первым мужем до 1973 года.
Среди её хитов много песен, которые стали неотъемлемой частью израильской музыкальной культуры: «После полуночи», «Ринголи», «В следующем году», «Просто луна» и многие другие.
Иланит чаще всего среди израильских певиц выигрывала конкурс «Певица года» в Израиле (семь раз).

## Биография
Иланит родилась 17 сентября 1947 года под именем Хана Дрезнер в Тель-Авиве ещё до создания Государства Израиль, в семье репатриантов из Польши, переживших Холокост. В 1952 году, когда ей было 5 лет, её семья эмигрировала в Бразилию, где Иланит занималась южноамериканскими танцами. Её брат, который на шесть с половиной лет её старше, испытывал трудности с акклиматизацией в Бразилии, и вернулся в Израиль один и жил в кибуце в течение всего периода, когда их семья жила в Бразилии. В 1960 году, примерно через восемь лет после отъезда в Бразилию, семья вернулась в Израиль, и Хана впервые была награждена на конкурсе молодых талантов в 1962 году, когда ей было всего 15 лет. В Израиле она училась в средней школе Тельма Йеллин.
Певец Шломо Цах, впоследствии ставший её мужем, пригласил её присоединиться к основанному им трио под названием «Гиди, Цах и Хана», но вскоре после этого Гиди Брикман покинула группу, а Хана и Шломо Цах остались в дуэте, который получил популярность под названием «Илан и Иланит». Первый альбом дуэта, названный просто «Илан и Иланит», был выпущен в 1966 году. Две песни из этого альбома, написанные Гиладом Бен-Шахом и Хаимом Кейнаном, быстро стали хитами в Израиле, которые долгое время шли на вершине хит-парадов. Только позже Хана узнала, что её сценическое имя было созвучно с ивритским названием лягушек-квакшей (ивр. אילניתיים‎, Иланитим), но это её не обеспокоило, и в разгар их успеха, по меньшей мере девять пар близнецов в Израиле получили имена Илан и Иланит. Позже в том же году дуэт выпустил диск с четырьмя песнями, которые не вошли в альбом.
В 1968 году Иланит опубликовала свою первую сольную песню «It’s After Midnight» (Амос Этингер / Нурит Хирш), которая была включена в один диск с песней «Let’s Go Crazy» дуэта «Илан и Иланит».
Выступление Иланит на фестивале музыки и песни 1969 года считается её первым сольным выступлением на сцене. Она исполнила «Песню в четырёх домах» (Эхуд Манор / Нахум Хейман), но не выиграла конкурс. Тем не менее, сама песня имела большой успех.
В 1970-х Иланит была одной из самых успешных певиц Израиля. В период с 1971 по 1977 год она подряд семь раз получила звание «Певица года» в ежегодном конкурсе «Ежегодный хит-парад ивритских песен», проводимом корпорацией радиовещания «Коль Исраэль», и по сей день Иланит является певицей с наибольшим числом полученных титулов «Певица года».
В 1970 году Иланит заняла третье место фестивале музыки и песни с песней «Любовь Терезы Димон» («Напротив вашего окна и перед моим окном…»), написанной Нурит Хирш на слова Леи Гольдберг. В 1971 году она заняла третье место на международном фестивале в Афинах с песней «And Again with You», созданной Дуди Бараком и Нурит Хирш. В том же году она выиграла фестиваль музыки и песни 1971 года с песней «Только Луна», написанной Шимрит Ор и Даном Амихудом, в аранжировке Алекса Вайса.
В 1972 году вышел её первый сольный альбом «Иланит». Самыми популярными песнями с этого альбома стали «Однажды любить», «Вдоль проспекта, на котором никого нет» и «Арфа и орган».
Иланит была первой певицей, которая была выбрана представлять Израиль на конкурсе песни «Евровидение-1973» в Люксембурге с песней «Эй-шам» (с ивр. — «Где-то»), написанной Эхудом Манором и Нурит Хирш. Песня заняла четвёртое место в конкурсе, что стало замечательным достижением для страны, впервые участвующей в конкурсе. Иланит выступала на конкурсе в полосатом платье. Первые три места перед Иланит получили Анна-Мария Давид, испанская группа «Моседадес» и Клифф Ричард. Песня Иланит также имела успех в израильских хит-парадах, и в ежегодных израильских радио хит-парадах и в израильской армии. Она была включена во второй сольный альбом Иланит, который был выпущен в том же году и включал также такие хиты, как «Следуя за вами» и «Мои героические братья», обе были написаны после и по следам Войны Судного дня. В 1977 году Иланит представляла Израиль на Евровидении вторично, став единственной обладательницей этого достижения среди израильских исполнителей. Она участвовала в конкурсе с песней «Ахава хи шир ле-шнаим» (с ивр. — «Любовь — это песня для двоих»), заняв 11 место. Была выбрана для участия на Евровидении-1984 с песней «Балалайка», но дата проведения конкурса совпала с Днём памяти и Израиль решил не участвовать в фестивале.